# Línea 213 (Interurbanos Madrid)
La línea 213 de la red de autobuses interurbanos de Madrid une el área intermodal de Canillejas (Madrid) con Belvis del Jarama.

## Características
Esta línea da servicio a Belvis del Jarama y al polígono industrial de Paracuellos de Jarama, con un recorrido que dura aproximadamente 30 minutos.
Al contrario de otras líneas que circulan por el municipio de Paracuellos de Jarama, no se adentra en el casco urbano ya que este se encuentra abastecido por otras líneas con mayor frecuencia que la línea 213. Tan sólo entra en el casco urbano de Paracuellos de Jarama las dos primeras expediciones de vuelta entre semana y todas las de fines de semana.
Fue puesta en servicio el 29 de abril de 2019. Funciona como un servicio directo a Belvis del Jarama desde el área intermodal de Canillejas, pasando por el Polígono Industrial pero sin entrar al casco urbano de Paracuellos de Jarama.
En su creación, los sábados laborables, domingos y festivos no prestaba servicio, siendo sustituida por la línea 211. La línea 211 contaba con dos expediciones hacia Canillejas de lunes a viernes laborables que se complementaban con la línea 213.
El 15 de abril de 2024, coincidiendo con la reorganización de la línea 211 se acomodaron las expediciones de dicha línea que alcanzaban la localidad de Belvis del Jarama en la línea 213.
Se complementa los sábados laborables, domingos y festivos con las líneas 211, 212 y 256 para comunicar el casco urbano de Paracuellos de Jarama.
Siguiendo la numeración de líneas del CRTM, las líneas que circulan por el corredor 2 son aquellas que dan servicio a los municipios situados en torno a la A-2 y comienzan con un 2. Aquellas numeradas dentro de la decena 210 corresponden a aquellas que circulan por Paracuellos de Jarama.
La línea mantiene los mismos horarios todo el año (exceptuando las vísperas de festivo y festivos de Navidad), circulando únicamente de lunes a viernes laborables.
Está operada por la empresa ALSA mediante la concesión administrativa VCM-203 - Madrid - Paracuellos de Jarama - Valdeavero (Viajeros Comunidad de Madrid) del Consorcio Regional de Transportes de Madrid.
1. ↑  Es Por Madrid. «Nueva línea 213 de autobuses interurbanos 'Madrid (Canillejas) – Belvis' y cambios en líneas 211 y 212 de Paracuellos». Consultado el 12 de enero de 2024.
2. ↑  MiraCorredor. «Novedades en los autobuses interurbanos de Paracuellos de Jarama». Consultado el 12 de enero de 2024.
3. ↑  Noticias Paracuellos de Jarama. «Altos de Jarama recupera su autobús directo a Madrid suspendido desde 2016». Consultado el 11 de abril de 2024.
4. ↑  Paracuellos de Jarama. «Altos de Jarama recuperará el autobús con conexión directa con Madrid desde el próximo lunes 15 de abril». Consultado el 11 de abril de 2024.

### Sublíneas
Aquí se recogen todas las distintas sublíneas que ha tenido la línea 213. La denominación de sublíneas que utiliza el CRTM es la siguiente:
- Número de línea (213)
- Sentido de circulación (1 ida, 2 vuelta)
- Número de sublínea

Por ejemplo, la sublínea 213102 corresponde a la línea 213, sentido 1 (ida) y el número 02 de numeración de sublíneas creadas hasta la fecha.
| Ida    | Ruta | Itinerario                       | Vuelta | Ruta | Itinerario                       |
| 213101 | -    | Madrid - Belvis                  | 213201 | -    | Belvis - Madrid                  |
| 213102 | p    | Madrid - Belvis, por Paracuellos | 213202 | p    | Belvis - Madrid, por Paracuellos |

## Horarios
| Lunes a viernes laborables              |                 |
| Madrid > Belvis                         | Belvis > Madrid |
| 07:20                                   | 06:30           |
| 08:45                                   | 07:55           |
| 10:05                                   | 09:20           |
| 11:20                                   | 10:40           |
| 12:35                                   | 11:55           |
| 13:50                                   | 13:10           |
| 15:05                                   | 14:25           |
| 16:20                                   | 15:40           |
| 17:35                                   | 16:55           |
| 18:50                                   | 18:10           |
| 20:05                                   | 19:25           |
| 21:20                                   | 20:40           |
| 22:30                                   | 22:00           |
| 23:30                                   | 23:00           |
| Sábados laborables, domingos y festivos |                 |
| Madrid > Belvis                         | Belvis > Madrid |
| 07:00                                   | 07:50           |
| 08:40                                   | 09:30           |
| 10:20                                   | 11:10           |
| 12:00                                   | 12:50           |
| 13:40                                   | 13:30           |
| 15:20                                   | 16:10           |
| 17:00                                   | 17:50           |
| 18:40                                   | 19:30           |
| 20:20                                   | 21:10           |
| 22:00                                   | 22:50           |
| 23:40                                   | 00:15           |

1. 1 2 3 4 5 6 7 8 9 10 11 12 13 14 15 16 17 18 19 20 21 22 23 24  Por Paracuellos de Jarama

## Recorrido y paradas

### Sentido Belvis del Jarama
| Código                                                                   | Zona | Localidad             | Denominación                                           | Ubicación                          | Líneas de la parada                          | Metro      |
| ------------------------------------------------------------------------ | ---- | --------------------- | ------------------------------------------------------ | ---------------------------------- | -------------------------------------------- | ---------- |
| 18095                                                                    |      | Madrid                | Canillejas - Área Intermodal                           | Calle de Josefa Valcárcel Nº152    | 18095 A 212 256 N204 18095 B 211 18095 C 213 | Canillejas |
| 07324                                                                    |      | Madrid                | Avenida de Logroño - Paseo de la Alameda de Osuna      | Avenida de Logroño Nº6A            | 211 212 213 256 827 828 N204                 |            |
| 07325                                                                    |      | Madrid                | Avenida de Logroño - Calle de los Jardines de Aranjuez | Avenida de Logroño Nº36            | 211 212 213 256 827 N204                     |            |
| 07326                                                                    |      | Madrid                | Avenida de Logroño - Parque de El Capricho             | Avenida de Logroño Nº40B           | 211 212 213 256 827 N204                     |            |
| 07327                                                                    |      | Madrid                | Avenida de Logroño - Alameda de Osuna                  | Avenida de Logroño Nº189           | 211 212 213 256 827 N204                     |            |
| 4922                                                                     |      | Madrid                | Avenida de Logroño - Calle de Tintín y Milú            | Avenida de Logroño Nº227C          | 105 112 115 N4 211 212 213 256 827 N204      |            |
| 1313                                                                     |      | Madrid                | Avenida de Logroño - Calle del Marqués de Berna        | Avenida de Logroño Nº243           | 105 112 115 N4 211 212 213 256 827 N204      |            |
| 1315                                                                     |      | Madrid                | Avenida de Logroño - Calle de Ariadna                  | Avenida de Logroño Nº96            | 105 115 166 N4 211 212 213 256 827 N204      |            |
| 1321                                                                     |      | Madrid                | Avenida de Logroño - Calle de Algemesí                 | Avenida de Logroño Nº130           | 105 115 166 211 212 213 256 827 N204         |            |
| 07333                                                                    |      | Madrid                | Avenida de Logroño - Plaza de Pajarones                | Avenida de Logroño Nº162           | 211 212 213 256 263 827 N204                 | Barajas    |
| 07335                                                                    |      | Madrid                | Carretera M-111 - Depuradora de Valdebebas             | M-111 km. 3                        | 211 212 213 256 263 N204                     |            |
| Paradas realizadas por los servicios que pasan por Paracuellos de Jarama |      |                       |                                                        |                                    |                                              |            |
| 07336                                                                    |      | Paracuellos de Jarama | Carretera M-113 - Residencial Jarama                   | M-113 km. 0,1                      | 210 211 212 213 256 N204                     |            |
| 07337                                                                    |      | Paracuellos de Jarama | Carretera M-113 - Residencial Nuevo Amanecer           | M-113 km. 0,5                      | 210 211 212 213 256 N204                     |            |
| 07338                                                                    |      | Paracuellos de Jarama | Carretera M-113 - Navegación Aérea                     | M-113 km. 1,2                      | 210 211 212 213 256 N204                     |            |
| 15767                                                                    |      | Paracuellos de Jarama | Calle Real - Calle Atarre                              | Calle Real Nº25                    | 210 211 212 213 256 N204 1 2                 |            |
| 07339                                                                    |      | Paracuellos de Jarama | Calle de la Ronda de la Fuente - Calle Ajalvir         | Calle de la Ronda de la Fuente Nº3 | 211 213 1 2                                  |            |
| 07340                                                                    |      | Paracuellos de Jarama | Calle del Chorrillo Alta - Calle Eras de Chamberí      | Calle del Chorrillo Alta Nº62      | 211 213 1 2                                  |            |
| 07341                                                                    |      | Paracuellos de Jarama | Plaza de la Constitución - Calle del Chorrillo Alta    | Calle del Chorrillo Alta Nº13      | 211 213 1 2                                  |            |
| 15766                                                                    |      | Paracuellos de Jarama | Calle Real - Calle Ronda de las Cuestas                | Calle Ronda de las Cuestas Nº2     | 210 211 212 213 256 N204                     |            |
| 07342                                                                    |      | Paracuellos de Jarama | Carretera M-113 - Navegación Aérea                     | M-113 km. 1,3                      | 210 211 212 213 256 N204                     |            |
| 07343                                                                    |      | Paracuellos de Jarama | Carretera M-113 - Residencial Nuevo Amanecer           | M-113 km. 0,8                      | 210 211 212 213 256 N204                     |            |
| 07344                                                                    |      | Paracuellos de Jarama | Carretera M-113 - Residencial Jarama                   | M-113 km. 0,1                      | 210 211 212 213 256 N204                     |            |
| Paradas del itinerario normal                                            |      |                       |                                                        |                                    |                                              |            |
| 07360                                                                    |      | Paracuellos de Jarama | Carretera M-111 - Polígono Industrial El Cervellón     | M-111 km. 3,5                      | 213 263                                      |            |
| 07345                                                                    |      | Paracuellos de Jarama | Carretera M-111 - Calle Polvorines                     | M-111 km. 4,4                      | 210 213 263                                  |            |
| 07347                                                                    |      | Paracuellos de Jarama | Carretera M-111 - Polígono Industrial El Pulido        | M-111 km. 4,7                      | 210 213 263                                  |            |
| 07307                                                                    |      | Paracuellos de Jarama | Carretera M-111 - Camino de Camposanto                 | M-111 km. 5,4                      | 210 213 263                                  |            |
| 07348                                                                    |      | Paracuellos de Jarama | Carretera M-111 - Polígono Industrial Guillermo Mesa   | M-111 km. 5,7                      | 210 213 263                                  |            |
| 07349                                                                    |      | Paracuellos de Jarama | Carretera M-111 - La Granja                            | M-111 km. 6,3                      | 210 213 263                                  |            |
| 07350                                                                    |      | Paracuellos de Jarama | Carretera M-111 - Urbanización Lomas del Jarama        | M-111 km. 6,8                      | 210 213 263                                  |            |
| 07351                                                                    |      | Paracuellos de Jarama | Carretera M-111 - La Veguilla                          | M-111 km. 9,2                      | 210 213                                      |            |
| 19374                                                                    |      | Belvis del Jarama     | Belvis del Jarama - Calle Mayor                        | Calle Mayor Nº1                    | 210213                                       |            |

1. ↑  A efectos de nomenclatura, para las líneas de la EMT esta parada se llama Avenida de Logroño - Polideportivo
2. ↑  A efectos de nomenclatura, para las líneas de la EMT esta parada se llama Avenida de Logroño - Calle de San Severo
3. 1 2 3  Sólo permite el descenso de viajeros

### Sentido Madrid (Canillejas)
| Código                                                                   | Zona | Localidad             | Denominación                                           | Ubicación                          | Líneas de la parada                          | Metro      |
| ------------------------------------------------------------------------ | ---- | --------------------- | ------------------------------------------------------ | ---------------------------------- | -------------------------------------------- | ---------- |
| 19373                                                                    |      | Belvis del Jarama     | Belvis del Jarama - Calle Mayor                        | Calle Mayor Nº1                    | 210 213                                      |            |
| 07353                                                                    |      | Paracuellos de Jarama | Carretera M-111 - La Veguilla                          | M-111 km. 9,4                      | 210 213                                      |            |
| 07354                                                                    |      | Paracuellos de Jarama | Carretera M-111 - Urbanización Lomas del Jarama        | M-111 km. 6,8                      | 210 213 263                                  |            |
| 07355                                                                    |      | Paracuellos de Jarama | Carretera M-111 - La Granja                            | M-111 km. 6,3                      | 210 213 263                                  |            |
| 07356                                                                    |      | Paracuellos de Jarama | Carretera M-111 - Polígono Industrial Guillermo Mesa   | M-111 km. 5,7                      | 210 213 263                                  |            |
| 07306                                                                    |      | Paracuellos de Jarama | Carretera M-111 - Camino de Camposanto                 | M-111 km. 5,4                      | 210 213 263                                  |            |
| 07357                                                                    |      | Paracuellos de Jarama | Carretera M-111 - Polígono Industrial El Pulido        | M-111 km. 4,7                      | 210 213 263                                  |            |
| 07359                                                                    |      | Paracuellos de Jarama | Carretera M-111 - Calle de Juan Ramón Jiménez          | M-111 km. 4,2                      | 210 213 263                                  |            |
| 16198                                                                    |      | Paracuellos de Jarama | Carretera M-111 - Polígono Industrial Lama             | M-111 km. 3,7                      | 210 213 263                                  |            |
| Paradas realizadas por los servicios que pasan por Paracuellos de Jarama |      |                       |                                                        |                                    |                                              |            |
| 07336                                                                    |      | Paracuellos de Jarama | Carretera M-113 - Residencial Jarama                   | M-113 km. 0,1                      | 210 211 212 213 256 N204                     |            |
| 07337                                                                    |      | Paracuellos de Jarama | Carretera M-113 - Residencial Nuevo Amanecer           | M-113 km. 0,5                      | 210 211 212 213 256 N204                     |            |
| 07338                                                                    |      | Paracuellos de Jarama | Carretera M-113 - Navegación Aérea                     | M-113 km. 1,2                      | 210 211 212 213 256 N204                     |            |
| 15767                                                                    |      | Paracuellos de Jarama | Calle Real - Calle Atarre                              | Calle Real Nº25                    | 210 211 212 213 256 N204 1 2                 |            |
| 07339                                                                    |      | Paracuellos de Jarama | Calle de la Ronda de la Fuente - Calle Ajalvir         | Calle de la Ronda de la Fuente Nº3 | 211 213 1 2                                  |            |
| 07340                                                                    |      | Paracuellos de Jarama | Calle del Chorrillo Alta - Calle Eras de Chamberí      | Calle del Chorrillo Alta Nº62      | 211 213 1 2                                  |            |
| 07341                                                                    |      | Paracuellos de Jarama | Plaza de la Constitución - Calle del Chorrillo Alta    | Calle del Chorrillo Alta Nº13      | 211 213 1 2                                  |            |
| 15766                                                                    |      | Paracuellos de Jarama | Calle Real - Calle Ronda de las Cuestas                | Calle Ronda de las Cuestas Nº2     | 210 211 212 213 256 N204                     |            |
| 07342                                                                    |      | Paracuellos de Jarama | Carretera M-113 - Navegación Aérea                     | M-113 km. 1,3                      | 210 211 212 213 256 N204                     |            |
| 07343                                                                    |      | Paracuellos de Jarama | Carretera M-113 - Residencial Nuevo Amanecer           | M-113 km. 0,8                      | 210 211 212 213 256 N204                     |            |
| 07344                                                                    |      | Paracuellos de Jarama | Carretera M-113 - Residencial Jarama                   | M-113 km. 0,1                      | 210 211 212 213 256 N204                     |            |
| Paradas del itinerario normal                                            |      |                       |                                                        |                                    |                                              |            |
| 07361                                                                    |      | Madrid                | Carretera M-111 - Depuradora de Valdebebas             | M-111 km. 3                        | 211 212 213 256 263 N204                     |            |
| 07363                                                                    |      | Madrid                | Avenida de Logroño - Estación de Barajas               | Avenida de Logroño Nº162           | 211 212 213 827 N204                         | Barajas    |
| 1322                                                                     |      | Madrid                | Avenida de Logroño - Calle de Algemesí                 | Avenida de Logroño Nº323           | 105 115 166 211 212 213 256 827 N204         |            |
| 1316                                                                     |      | Madrid                | Avenida de Logroño - Calle de Ariadna                  | Avenida de Logroño Nº303           | 105 115 166 N4 211 212 213 256 827 N204      |            |
| 1314                                                                     |      | Madrid                | Avenida de Logroño - Calle del Marqués de Berna        | Avenida de Logroño Nº243           | 105 112 115 N4 211 212 213 256 827 N204      |            |
| 4921                                                                     |      | Madrid                | Avenida de Logroño - Calle de Benifayó                 | Avenida de Logroño Nº225           | 105 112 115 N4 211 212 213 256 827 N204      |            |
| 07384                                                                    |      | Madrid                | Avenida de Logroño - Alameda de Osuna                  | Avenida de Logroño Nº179           | 211 212 213 256 827 N204                     |            |
| 07385                                                                    |      | Madrid                | Avenida de Logroño - Parque de El Capricho             | Avenida de Logroño Nº40A           | 211 212 213 256 827 N204                     |            |
| 07386                                                                    |      | Madrid                | Avenida de Logroño - Calle de los Jardines de Aranjuez | Avenida de Logroño Nº34            | 211 212 213 256 827 N204                     |            |
| 07396                                                                    |      | Madrid                | Avenida de Logroño - Paseo de la Alameda de Osuna      | Avenida de Logroño Nº29            | 165 211 212 213 256 827 828 N204             |            |
| 18095                                                                    |      | Madrid                | Canillejas - Área Intermodal                           | Calle de Josefa Valcárcel Nº152    | 18095 A 212 256 N204 18095 B 211 18095 C 213 | Canillejas |

1. ↑  A efectos de nomenclatura, para las líneas de la EMT esta parada se llama Avenida de Logroño - Calle de San Severo
2. ↑  A efectos de nomenclatura, para las líneas de la EMT esta parada se llama Avenida de Logroño - Polideportivo
3. ↑  A efectos de nomenclatura, para las líneas de la EMT esta parada se llama Avenida de Logroño - Canillejas